# Campeonato Carioca de Futebol de 1930 (LMDT)
O Campeonato Carioca de Futebol de 1930 organizado pela Liga Metropolitana de Desportos Terrestres (LMDT) foi vencido pelo Santa Cruz, com o América ficando com o vice-campeonato.
Desde a edição de 1925, a LMDT passou a ser formada apenas por clubes de pouca expressão. Embora esse campeonato seja formalmente estadual, a atual Federação de Futebol do Estado do Rio de Janeiro (FFERJ) não o lista na cronologia oficial do Campeonato Carioca – ao contrário dos vencedores dos torneios realizados pela LMDT, entre 1917 e 1924, que são reconhecidos pela FFERJ como legítimos campeões cariocas.

## Regulamento
As dezoito equipes participantes da competição foram divididas entre dois grupos denominados "Série Emmanuel Augusto Nery" e "Série Emmanuel Coelho Netto". Sendo que o primeiro colocado da Série Emmanuel Augusto Nery enfrentaria o primeiro colocado da Série Emmanuel Coelho Netto para definir o campeão carioca.

## Participantes

### Série Emmanuel Augusto Nery
- Sport Club América (do Lins de Vasconcelos)
- América Suburbano Football Club (de Bento Ribeiro)
- Sport Club Boa Vista (do Alto da Boa Vista)
- Club Athletico Central (de Benfica-Engenho Novo)
- Fidalgo Football Club (de Madureira)
- Jornal do Commercio Football Club (do Centro-Santo Cristo-Gamboa)
- Magno Football Club (de Madureira)
- Mavílis Futebol Clube (do Caju)
- Metropolitano Athletico Club (do Méier)

### Série Emmanuel Coelho Netto
- Sport Club Anchieta (de Anchieta)
- Brasil Suburbano Football Club (da Piedade)
- Athletico Club Cordovil (de Cordovil)
- Esperança Football Club (de Santa Cruz)
- Associação Sportiva Ferroviária (do Riachuelo)
- Guanabara Athletico Club (da Lapa-Centro)
- Irajá Atlético Clube (de Irajá)
- Oriente Atlético Clube (de Santa Cruz)
- Grêmio Sportivo Santa Cruz (de Santa Cruz)

## Final
| Partida    | Partida   | Partida  | Partida                                       | Partida           | Partida |
| Equipe 1   | Resultado | Equipe 2 | Local                                         | Data              |         |
| ---------- | --------- | -------- | --------------------------------------------- | ----------------- | ------- |
| Santa Cruz | 2 - 0     | América  | Rua Domingos Lopes, 149 (campo do Fidalgo FC) | 3 de maio de 1931 |         |

## Premiação
| Campeonato Carioca de 1930 (LMDT) |
| Rio de Janeiro                    |
| --------------------------------- |
| Santa Cruz                        |